# Heterochroma atrisigna
Heterochroma atrisigna är en fjärilsart som beskrevs av Paul Dognin 1910. Heterochroma atrisigna ingår i släktet Heterochroma och familjen nattflyn. Inga underarter finns listade i Catalogue of Life.